# Нёвеньи, Норберт
Норберт Нёвеньи (венг. Növényi Norbert; род. 15 мая 1957, Будапешт) — венгерский борец греко-римского стиля, чемпион Олимпийских игр, чемпион мира, призёр чемпионатов Европы и Кубка мира, 8-кратный чемпион Венгрии (1979—1984, 1992 в личном первенстве и 1982 в команде). Кроме того, является чемпионом Европы и обладателем Кубка мира по кикбоксингу и чемпионом мира по смешанным единоборствами по версии WFCA.

## Биография
Родился в семье борца и тренера Норберта Нёвеньи-старшего. С трёх лет занимался спортом.
В 1977 году стал третьим на чемпионате Венгрии, в 1978 - вторым и в 1979 году стал чемпионом Венгрии. В 1979 году победил на Гран-при Германии и стал вторым на чемпионатах мира и Европы.
На Летних Олимпийских играх 1980 года в Москве боролся в категории до 90 килограммов (полутяжёлый вес). Выбывание из турнира проходило по мере накопления штрафных баллов. За чистую победу штрафные баллы не начислялись, за победу за явным преимуществом начислялось 0,5 штрафных балла, за победу по очкам 1 штрафной балл, за поражение по очкам 3 балла, поражение за явным преимуществом 3,5 балла, чистое поражение — 4 балла. Если борец набирал 6 или более штрафных баллов, он выбывал из турнира. Титул оспаривали 15 человек. Норберт Новеньи показал великолепную готовность к турниру, первые четыре схватки выиграв чисто, и обеспечив себе перед финальными схватками отрыв в 3,5 штрафных балла от ближайшего конкурента Игоря Каныгина (что позволяло ему даже поражение по очкам). Тем не менее, обе финальные схватки венгерский борец выиграл и стал олимпийским чемпионом.
| Круг  | Соперник         | Страна                                    | Результат | Основание                | Время схватки |
| ----- | ---------------- | ----------------------------------------- | --------- | ------------------------ | ------------- |
| 1     | Кейо Манни       | Финляндия                                 | Победа    | Туше (0 штрафных баллов) | 2:22          |
| 2     | Атеф Махайри     | Сирия                                     | Победа    | Туше (0 штрафных баллов) | 2:38          |
| 3     | Георгиос Позидис | Греция                                    | Победа    | Туше (0 штрафных баллов) | 5:25          |
| 4     | Жозе Полл        | Флаг Кубы                                 | Победа    | Туше (0 штрафных баллов) | 5:57          |
| 5     | Игорь Каныгин    | Союз Советских Социалистических Республик | Победа    | 7-6 (1 штрафной балл)    |               |
| Финал | Петре Дику       | Румыния                                   | Победа    | 4-1 (1 штрафной балл)    |               |

В 1981 году на чемпионате Европы был всего лишь седьмым, а на чемпионате мира не выступал в связи с простудой.  В 1982 году был втором на Кубке мира. На чемпионате Европы 1983 года в число призёров не вошёл, оставшись четвёртым, а на чемпионате мира 1983 года завоевал «бронзу». В 1985 году, наряду с обычным чемпионатом мира, в Токио был проведён суперчемпионат мира, где Норберт Новеньи стал чемпионом. В этом же году закончил карьеру и с 1985 по 1988 год тренировал в спортобществе «Спартак» (Будапешт). В этот период выступал в соревнованиях по кикбоксингу и стал чемпионом Европы и обладателем Кубка мира.  В 1992 году вернулся в борьбу и в этом же году стал чемпионом Венгрии, вторым на международном турнире «Золотой Гран-при» и вторым на Гран-при Германии.
На Летних Олимпийских играх 1992 года в Барселоне боролся в категории до 100 килограммов (тяжёлый вес). Участники турнира, числом в 16 человек в категории, были разделены на две группы. За победу в схватках присуждались баллы, от 4 баллов за чистую победу и О баллов за чистое поражение. Когда в каждой группе определялись пять борцов с наибольшими баллами (борьба проходила по системе с выбыванием после двух поражений), они определяли между собой занятые места в группе и затем победители групп встречались в схватке за первое-второе места, занявшие второе место — за третье-четвёртое места, занявшие третье место — за пятое-шестое места и так далее. В группе потерпел два поражения, занял 4 место, в последней встрече не выступая, занял седьмое место на турнире
| Круг                 | Соперник          | Страна   | Результат | Основание      | Время схватки |
| -------------------- | ----------------- | -------- | --------- | -------------- | ------------- |
| 1                    | Луиш Сандовал     | Панама   | Победа    | Туше (4 балла) | 1:09          |
| 2                    | Милош Говердарица | НОП      | Поражение | 1-3 (1 балл)   |               |
| 3                    | Андреас Стейнбах  | Германия | Поражение | 1-4 (1 балл)   |               |
| Встреча за 7-8 места | -                 | -        | -         | -              | -             |

В 2004 году вновь вернулся в борьбу, но на чемпионате Венгрии потерпел два поражения и из турнира выбыл.
Во время карьеры выступал также как профессиональный рестлер (чемпион мира 1979—1984, 1992). 17 января 2009 года, в возрасте 51 года, стал чемпионом мира по ММА в супертяжёлой весовой категории по версии WFCA. В 2009 году хотел выступить на чемпионате мира по каратэ-кёкусинкай. В августе 2013 года вновь выступал в соревнованиях по смешанным единоборствам. Обладатель 1-го дана в Дзен Бу Кан Кэмпо (известная в Венгрии разновидность единоборств).
Окончил среднюю школу, затем получил квалификацию автослесаря, а также специалиста по кейтерингу. В 1986 году окончил физкультурный техникум. Имеет диплом университета Святого Иштвана, по специальности агронома.
Тренер и менеджер в Академии спорта Нёвеньи.
Обучался актёрскому мастерству в студии театра Gór Nagy Mária (назван по имени известной венгерской актрисы; ей же и возглавляется). После ряда незначительных ролей, постоянно выступает в театре и снимается в фильмах, в том числе в главных ролях. Фильмография актёра насчитывает 18 фильмов, в том числе Норберт Нёвеньи снимался в фильме «Красная жара» в эпизодической роли московского бандита с кокаином в протезе (он произносит фразу «Какие ваши доказательства?»).
Автор книги «Код спорта» (2010).